# Hannes Meyer

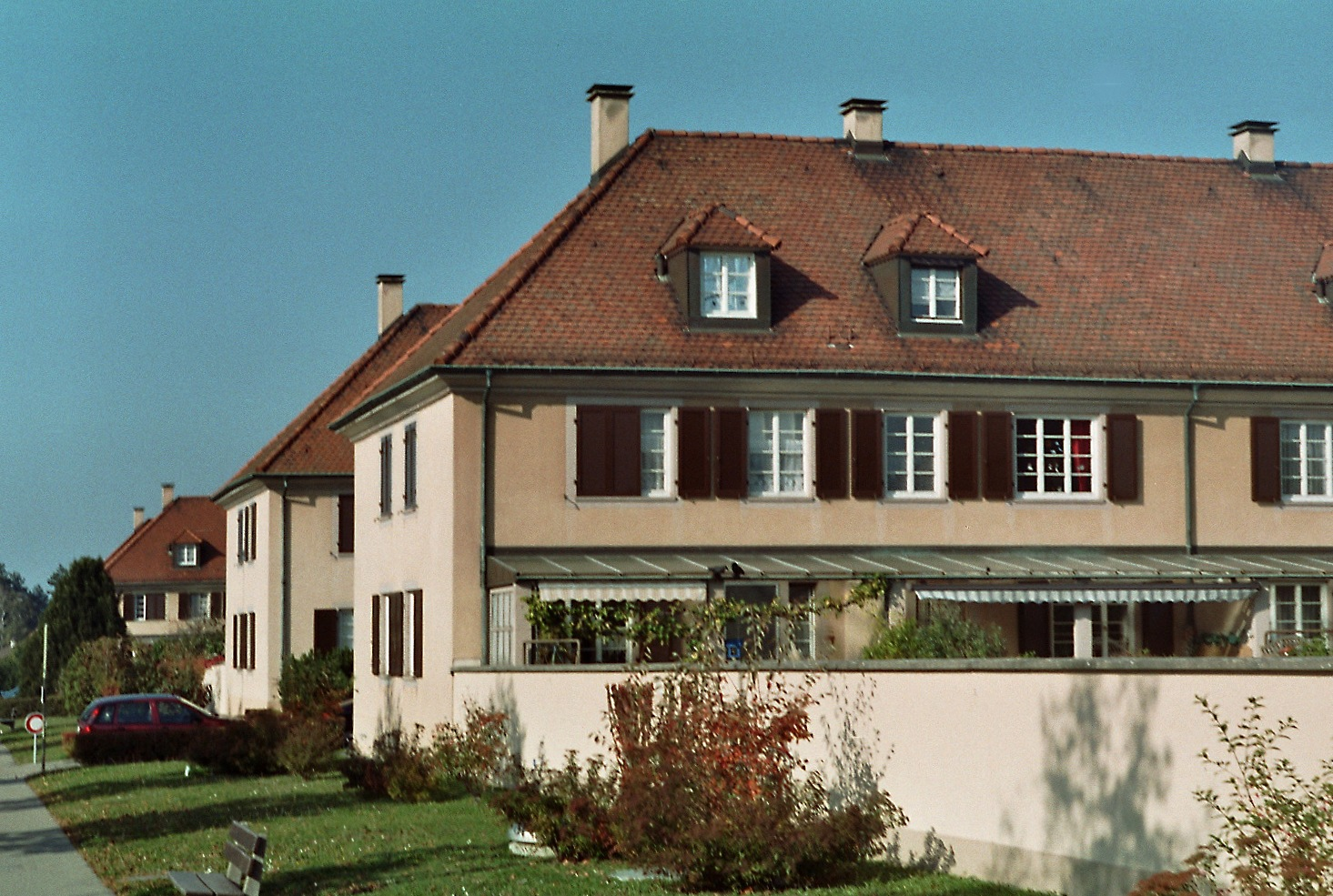
H. Meyer: Osiedle Freidorf

Hannes Meyer, właśc. Hans Emil Meyer (ur. 18 listopada 1889 w Bazylei, zm. 19 lipca 1954 w Crossifisso di Lugano) – szwajcarski architekt i urbanista modernistyczny, działacz społeczny.
Hannes Meyer pochodził z rodziny szwajcarskich budowniczych. W latach 1905–1909 uczył się zawodu murarza i kreślarza budowlanego. W 1912 pracował w biurze architektonicznym w Berlinie i uczęszczał na kursy wieczorowe Wyższej Szkoły Technicznej w Charlottenburgu, w latach 1912–1913 studiował w Bath architekturę. W czasie I wojny światowej pracował w 1916 w Monachium, potem jako kierownik działu w firmie Krupp w Essen, a od 1919 w Bazylei w biurze odziedziczonym po ojcu.
W 1927 r. Walter Gropius powołał Meyera na stanowisko mistrza architektury w Bauhausie, zaś od 1 kwietnia 1928 Meyer był dyrektorem uczelni. Rozbudował nauczanie architektury, jednocześnie wspierał działalność socjalistyczną i komunistyczną wśród studentów Bauhausu. 1 sierpnia 1930 został z tego powodu odwołany przez niechętne mu władze miejskie Dessau (dziś Dessau-Roßlau). W 1930 Meyer wyjechał do Moskwy, gdzie uczył na Akademii Architektury, a w 1934 został kierownikiem Katedry Urbanistyki. Popadłszy w niełaskę stalinowskich decydentów powrócił w 1936 do Szwajcarii.
W 1939 r. Hannes Meyer wyjechał do Meksyku, a w 1949 został profesorem w stolicy Meksyku i przez kilka miesięcy był dyrektorem Instytutu Architektury i Urbanistyki. Jednak w końcu tego roku na skutek konfliktu z urzędnikami powrócił do Szwajcarii i poświęcił się działalności wydawniczej i publicystycznej.

## Dzieła
- osiedle Freidorf w Muttenz, 1919–1921
- Szkoła św. Piotra w Bazylei, 1927
- projekt gmachu Ligi Narodów, 1927–1928 w Genewie
- domy nauczycieli uczelni Zjednoczenia Związków Zawodowych w Bernau koło Berlina, 1928–1930
- budynki galeriowe na osiedlu Törten w Dessau-Roßlau, 1929–1930
- przedszkole spółdzielcze w Mümliswil, 1938–1939